# Sparkasse Einbeck
Die Sparkasse Einbeck ist eine Sparkasse in Niedersachsen mit Sitz in Einbeck. Sie ist eine Anstalt des öffentlichen Rechts.

## Geschäftsgebiet und Träger
Das Geschäftsgebiet der Sparkasse Einbeck umfasst jeweils Teile der Städte Dassel und Einbeck im Landkreis Northeim. Es entspricht damit im Wesentlichen dem ehemaligen, bis 1974 bestehenden Landkreis Einbeck.
Das Gebiet der Stadt Dassel teilt sich die Sparkasse Einbeck mit der Kreis-Sparkasse Northeim, welche dort mit einer Geschäftsstelle in der Kernstadt Dassel vertreten ist, während die Sparkasse Einbeck eine Filiale im Ortsteil Markoldendorf betreibt. Im Bereich der Stadt Einbeck umfasst das Geschäftsgebiet lediglich die Gebiete, die bis zum 31. Dezember 2012 die Stadt Einbeck bildeten. Die Gebiete, welche bis 2012 die Gemeinde Kreiensen bildeten, werden durch die Braunschweigische Landessparkasse betreut.
Träger der Sparkasse Einbeck ist der Sparkassenzweckverband Sparkasse Einbeck. Am Zweckverband sind die Stadt Einbeck und der Landkreis Northeim jeweils zur Hälfte beteiligt.

## Geschäftszahlen
Die Sparkasse Einbeck wies im Geschäftsjahr 2023 eine Bilanzsumme von 620,27 Mio. Euro aus und verfügte über Kundeneinlagen von 468,48 Mio. Euro. Gemäß der Sparkassenrangliste 2023 liegt sie nach Bilanzsumme auf Rang 342. Sie unterhält 3 Filialen/Selbstbedienungsstandorte und beschäftigt 115 Mitarbeiter.

## Sparkassen-Finanzgruppe
Die Sparkasse Einbeck ist Teil der Sparkassen-Finanzgruppe und gehört damit auch ihrem Haftungsverbund an. Er sichert den Bestand der Institute und sorgt dafür, dass sie auch im Fall der Insolvenz einzelner Sparkassen alle Verbindlichkeiten erfüllen können. Die Sparkasse vermittelt Bausparverträge der regionalen Landesbausparkasse, offene Investmentfonds der Deka und Versicherungen der VGH Versicherungen. Im Bereich des Leasing arbeitet die Sparkasse Einbeck mit der  Deutschen Leasing zusammen. Die Funktion der Sparkassenzentralbank nimmt die NORD/LB wahr.

## Geschichte
Die Sparkasse wurde im Jahr 1830 gegründet.
1943 Zusammenlegung der Stadtsparkasse und Kreissparkasse zur Kreis- und Stadtsparkasse Einbeck.
Anfang 2007 wurde der Name von Kreis- und Stadtsparkasse Einbeck in Sparkasse Einbeck geändert.